# Polizeiruf 110: Die Frau des Fleischers
Die Frau des Fleischers ist ein deutscher Kriminalfilm aus dem Jahr 2001. Der Fernsehfilm erschien als 230. Folge der Filmreihe Polizeiruf 110 und wurde vom NDR unter der Regie von Peter Kahane produziert. Kriminalhauptkommissar Jens Hinrichs (Uwe Steimle) ermittelt in seinem 16. Fall. Für seinen Kollegen Holm Diekmann (Jürgen Schmidt) ist es der 2. reguläre Einsatz in Schwerin.
Die Kriminalhauptkommissare Hinrichs und Diekmann sind auf der Suche nach der Leiche von Hans Fürst, dessen Wagen in einem Fluss gefunden wurde, er selber aber nicht aufzufinden ist.

## Handlung
In Hinrichs Nachbarschaft stirbt die Frau des Fleischers, bei dem er regelmäßig einkauft, an Herzversagen. Kurz darauf verschwindet der Bruder und zugleich Hausarzt der Toten, Dr. Hans Fürst, als er stark angetrunken von der Beerdigung wegfährt. Sein Wagen wird in einem Fluss gefunden, aber von ihm selbst fehlt jede Spur. Kriminalhauptkommissar Hinrichs und sein Kollege Diekmann finden über die Bibliothek, bei der Fürst Literatur zu seinen Studien entliehen hatte, Hinweise zur Creutzfeldt-Jakob-Krankheit.
Da Fürst der Schwager des Fleischer Cordes ist und er den Totenschein für seine Schwester ausgestellt hatte, vermuten Hinrichs und Diekmann, dass möglicherweise etwas vertuscht werden soll. Eine eventuell aufgetretene Creutzfeldt-Jakob-Krankheit, die für den Fleischer und die Bauern der Region eine Katastrophe wäre. Nachdem der Leichnam von Cordes exhumiert wird, um die Angelegenheit zu klären, stellt sich heraus, dass Isolde Cordes zwar tatsächlich mit der Creutzfeldt-Jakob-Krankheit infiziert war, diese Form aber nicht auf die infektiöse Variante von BSE zurückzuführen ist. Gestorben war sie an einer Überdosis Morphium, die ihr sehr wahrscheinlich ihr Bruder gegeben hatte, um sie von ihren Leiden der unheilbaren Krankheit zu erlösen.
Die Kommissare gehen davon aus, dass Dr. Fürst nicht mehr am Leben ist. Verdächtig ist sein Schwager Gunther Cordes, der inzwischen untergetaucht ist und kurze Zeit später erschlagen aufgefunden wird. Für Hinrichs ist das alles mehr als rätselhaft. Er schließt nicht aus, dass Cordes von seiner Schwiegertochter getötet wurde, weil sie ihn für den Mörder an Fürst hält, mit dem sie ein Verhältnis hat.
Inzwischen stellt sich heraus, dass Fürst nicht tot, sondern nur untergetaucht ist, um eine Entziehungskur zu machen. Cordes hatte ihm geholfen und mit Medikamenten versorgt, damit er die Entziehung durchsteht. Als Cordes unter Verdacht geraten war, Fürst umgebracht zu haben, wollte er, dass dieser sich der Öffentlichkeit zeigt. Darüber gerieten sie in Streit und in seinem emotionalen Zustand hatte Fürst Cordes erschlagen. Fürst nimmt sich daraufhin das Leben.

## Hintergrund
Jürgen Schmidt ermittelt in seinem dritten Fall. Er trat erstmals als Robert Dieckmann in Die Macht und ihr Preis neben Uwe Steimle im Polizeiruf als Vertretung für den erkranken Kurt Böwe auf. In Seestück mit Mädchen wurde er Hinrichs offizieller Partner und sein Charakter in Holm Diekmann umbenannt.

## Kritik
Die Kritiker der Fernsehzeitschrift TV Spielfilm vergaben die beste Wertung (Daumen nach oben) und meinten: „Spannender Reißer um die BSE-Angst“.